# 合成清酒
合成清酒（ごうせいせいしゅ）とは、アルコールに糖類、有機酸、アミノ酸などを加えて、清酒のような風味にしたアルコール飲料である。清酒に比べて酒税の税率が低く、価格が安いことから、清酒の代用として普及しており、料理酒としてもよく使われている。風味付けのために、醸造された日本酒の成分を数パーセント添加した製品が多い。
また、日本の酒税法では合成清酒のアルコール度数は「16度未満」であることが求められる（酒税法第3条8項）。

## 歴史
米以外の原材料をもとに清酒の代用品を製造する試みは明治時代に遡る。当時出回っていた混成酒は税制改正によって一旦途絶え、大正に入ると税体系に対応した新日本酒なる代用清酒の製造が試みられたが、まもなく鈴木梅太郎発明の理研酒が日本中に広まった。その後、醸造研究所の黒野勘六・東京帝国大学の高橋偵造が独自に製造法を開発している。
技術革新による品質向上、冷害による米不足、戦時下における物品統制などの要因で次第に生産量が増え、戦後の食糧難には記録的な出荷量となったが、その後は米余りの傾向と共に次第に出荷量は減少していった。

### 混成酒
廉価に合成されたアルコールに調味料を加えたもの。1901年（明治34年）の税法改正により市場から姿を消したとされる。

### 新日本酒
1914年（大正3年）工学博士坪井仙太郎が発表した、現在の焼酎甲類同様にサツマイモ、トウモロコシなどを主原料とした発酵液を蒸留し、調味料を添加したもの。材料が廉価、衛生的、悪酔いしない等の利点をもつ新しい酒類という意味を込めて名付けられた。兵庫県灘に朝日酒類醸造所が設立され、技師長仁木悦太郎らとともに量産を目指したが、この時点では米価低迷で採算が合わず市販に至らなかった。台湾にて大正製酒株式会社が製造に着手、1918年（大正7年）「大正酒」の名で台湾にて発売したが評判は芳しくなかったという。同年7月には大阪でも「新日本酒」として販売開始。ここに至って米騒動による米価高騰に勢いを得て、愛媛県の日本酒類醸造で試験醸造が始まったのを皮切りに日本各地で量産化の動きがあったが下記の理研酒発明により衰退した。原料や添加物、製造工程の改良も試みられたが、清酒同様の風味を与えることが困難だったとみられる。

### 理研酒
1918年に起きた米騒動をうけて、理化学研究所の鈴木梅太郎らが将来の食糧難への対策のために研究に着手し、1922年に製造法の特許を取得した。
神奈川県藤沢の大和醸造は、1919年（大正8年）設立当初より焼酎類や新日本酒を製造していたが、理研酒の発明に目をつけ1923年（大正12年）「新進」という銘柄で製品発売。
腐敗しにくいことを謳い文句に、軍部へも盛んに売り込みが行われた。鈴木は戦艦金剛・日向、一等海防艦浅間・磐手に試験搭載されたことを会報誌にて報告している。

## 製法

### 理研式
理研の鈴木梅太郎が発明した方法で、この製法による酒を理研酒と呼称した。当初は特許の関係で製造元が限られたが、後にライセンシングに踏み切ったため合成清酒の製法として半ば標準的なものとなった。理研酒工業（理化学興業（株）、利久発酵工業）の「利久」・大和醸造の「新進」が代表的。
タンパク質を加水分解して生じるアミノ酸、特にアラニンを主として含有するタンパク分解液に、砂糖または米麹その他含糖物質を添加し、清酒酵母を加えて発酵させ（発酵時は醸造酒に含まれるものと同様のアルデヒド、高級アルコール、エステルその他を生じる。これらは清酒の香気成分の主なるものである）、これにコハク酸をはじめとする有機酸、グリセリン、糊精その他調味物質を補添する。

### 電化式
醸造研究所の黒野勘六が開発した製法で、寿屋の「千代田」・菊美屋の「新興国」・宮城島酒造場の「日本平」・興北酒造の「興北」がこの方式による。
アラニン、ロイシンおよびグルタミン酸のようなアミノ酸を、約30 %くらいのエチルアルコール液に溶解し、電流を通すとアミノ酸が電解されて、アルデヒド、高級アルコールおよびエステルとなる。この変化は酵母によってアミノ酸が分解される時と同じ変化である。これに理研酒と同様に有機酸その他の調味料を補足する。

### 高橋式
清酒中のと同様の各種成分を希薄エチルアルコールに溶解し、これに後熟酵母を加え、香味の調熟を図る。帝国清酒の「躍動」があった。

## 表示の義務
法令や通達により、消費者が合成清酒を清酒と誤認しないような表示が生産者に義務づけられている。

## 合成清酒を製造している酒造メーカー
- 三菱商事ライフサイエンス - 三楽酒造→メルシャンが行っていた事業を継承。
- オエノンホールディングス（合同酒精、秋田県醗酵工業）
- 宝酒造
- サッポロビール - キッコーマンの事業を継承。
- 宮崎本店
- キング醸造
- サクラオブルワリーアンドディスティラリー
- 瑞鷹
- 札幌酒精工業
- 相生ユニビオ
- 東亜酒造